# William Ling
William H. E. Ling (Stapleford, 1 de agosto de 1908 - New Brunswick, 8 de maio de 1984)  foi um árbitro de futebol inglês que apitou a final da Copa do Mundo de 1954.

## Jogos Olímpicos de 1948
Ling subiu rapidamente na carreira como árbitro. Inicialmente ele constava apenas como árbitro suplementar na lista da Football League, mas mesmo assim foi selecionado para participar do torneio de futebol dos Jogos Olímpicos de 1948, juntamente com George Reader, Stanley Boardman e A.C. Williams, de Brighton. Ling apitou tanto a partida da primeira rodada envolvendo a Suécia, as quartas-de-final envolvendo a Itália e foi então selecionado para a final entre a Suécia e Iugoslávia, partida vencida pelos suecos com o placar de 3 a 1.

## Final da Taça de Inglaterra de 1951
No início da temporada seguinte (1948-49), Ling havia se tornou árbitro da Football League e, dentro de três anos, foi indicado para apitar uma final da Copa da Inglaterra. Ling apitou a final da FA Cup Final de 1951, na qual o Newcastle United venceu o Blackpool com dois gols de Jackie Milburn.

## Copa do Mundo de 1954
A Copa do Mundo de 1954 foi seu segundo torneio internacional, uma vez que ele não foi selecionado para a Copa do Mundo de 1950.  Ele era um de um grupo de quatro árbitros nomeados do Reino Unido para o torneio de 1954. Os outros eram Benjamin Mervyn Griffiths do País de Gales, Arthur Ellis de Yorkshire e Charles Edward Faultless (Escócia). No decorrer do torneio, Ling já havia apitado a partida do Grupo B, entre a Hungria e a Alemanha (na qual os húngaros, jogando com reservas, venceram por 8 a 3 os alemães) e auxiliou Arthur Ellis durante a partida de quartas-de-final da Batalha de Berna, em que a Hungria venceu o Brasil por 4 a 2. Na final, ele foi auxiliado por Griffiths e o italiano Vincenzo Orlandini .

### A final
O desempenho de Ling na final, entre Hungria e Alemanha, tornou-se um pouco controversa, porque ele aceitou a marcação de um impedimento anotado por Griffith nos minutos finais, não validando o gol de Ferenc Puskás, que empataria a partida em 3 a 3 e poderia ter enviado o jogo para a prorrogação.

## O milagre de Berna
A partida final se tornou o tema do filme alemão Miracle of Bern, no qual a história da partida é contada.  Joachim Floryszak , um árbitro de futebol alemão da Liga Alemã e funcionário público, estrelou como Ling depois de entrar em contato com o diretor Sönke Wortmann, pedindo para ser dado um papel no filme.